# Christian Knørr
Christian Knørr (5 augustus 1985) is een Deens voormalig wielrenner. In 2003 werd Knørr tweede bij het nationaal kampioenschap tijdrijden voor junioren; een jaar later behaalde hij een zilveren medaille op de ploegenachtervolging. Hij tekende in 2005 een contract bij Team Designa Køkken en werd in 2006 Deens kampioen op de ploegentijdrit (met Martin Mortensen en Michael Færk Christensen). Vervolgens reed hij nog voor enkele andere kleinere teams en won in 2007 de 3e etappe in de Ronde van Taiwan.

## Teams
- 2005 Designa Køkken
- 2007 Continental Team Differdange
- 2008 Glud & Marstrand Horsens
- 2009 Glud & Marstrand Horsens
- 2010 Stenca Trading